# Strebla hertigi
Strebla hertigi är en tvåvingeart som beskrevs av Wenzel 1966. Strebla hertigi ingår i släktet Strebla och familjen lusflugor. Inga underarter finns listade i Catalogue of Life.